# Torpedócápa-félék
A torpedócápa-félék (Proscylliidae) családja a porcos halak (Chondrichthyes) osztálya, kékcápaalakúak (Carcharhiniformes) rendjébe tartozó család. 4 nem és 7 faj tartozik a családhoz

## Rendszerezés
A családhoz az alábbi nemek és fajok tartoznak.
- Ctenacis (Compagno, 1973) – 1 faj
  - Ctenacis fehlmanni

- Gollum (Compagno, 1973) – 1 faj
  - Gollum attenuatus

- Eridacnis (Smith, 1913) – 3 faj
  - Eridacnis barbouri
  - Eridacnis radcliffei
  - Eridacnis sinuans

- Proscyllium (Hilgendorf, 1904) – 2 faj
  - Proscyllium habereri
  - Proscyllium venustum